# 杜荀鶴
杜 荀鶴（と じゅんかく、846年 - 904年（907年?））は、中国晩唐の詩人。字は彦之（げんし）、九華山人と号す。池州石埭県の人。本貫は京兆郡杜陵県。杜牧の末子ともされる。大順2年（891年）の進士。
朱全忠に気に入られ、翰林学士・主客員外郎・知制誥となる。琴詩に巧みな風流人であったが、権勢に驕り、他人には憎まれていた。人を殺そうとしていたところ、あるいは、殺されそうになっていたところ、その直前に病死したという。

## 心頭を滅却すれば火も亦た涼し
塩山恵林寺（山梨県甲州市）の快川紹喜の辞世の偈「安禅は必ずしも山水を須ゐず、心頭を滅却すれば火も亦た涼し」は、碧巌録によるものであるが、もとは杜荀鶴の次の詩の転結句である。
夏日題悟空上人院 夏日悟空上人の院に題す
三伏閉門披一衲 三伏門を閉ざして一衲を披る
兼無松竹蔭房廊 兼ねて松竹の房廊を蔭う無し
安禅不必須山水 安禅は必ずしも山水を須いず
滅得心中火自涼 心中を滅得すれば火も自ずから涼し